# 符拉迪沃斯托克港
符拉迪沃斯托克港（俄语：Порт Владивостокский），中文也称“海参崴港”，俄罗斯联邦在日本海沿岸的一个海港。